# Tiempo de coherencia
Para una onda electromagnética, el tiempo de coherencia es el intervalo durante el cual la onda (especialmente un haz láser o máser) puede ser considerada coherente, lo que quiere decir que su fase es, en promedio, previsible.
En sistemas de transmisión de larga distancia los tiempos de coherencia pueden ser reducidos por factores de la propagación como la dispersión, el scattering y la difracción.
El tiempo de coherencia, normalmente designado como τ, se calcula dividiendo la longitud de coherencia entre la velocidad de fase de la luz en un medio; viene dado, aproximadamente, por
{\displaystyle \tau ={\frac {1}{\Delta \nu }}\approx {\frac {\lambda ^{2}}{c\,\Delta \lambda }},}
donde λ es la longitud de onda central de la fuente, Δν y Δλ son el ancho espectral de la fuente en unidades de frecuencia y longitud de onda respectivamente, y c es la velocidad de la luz en el vacío.
Un láser de fibra de un solo modo tiene un ancho de línea (ancho espectral) de unos pocos kHz, correspondiendo a un tiempo de coherencia de unos pocos centenares de microsegundos. Los máseres de hidrógeno tienen un ancho de línea de alrededor de 1 Hz, correspondiendo a un tiempo de coherencia de aproximadamente uno segundo. Su longitud de coherencia corresponde aproximadamente a la distancia de la Tierra a la Luna.